# Мымра (река)
Мымра — река в России, протекает в Любимском районе Ярославской области. Устье реки находится в 18 км по правому берегу реки Уча от её устья. Длина реки составляет 16 км.
Сельские населённые пункты у реки: Жарок, Нестерово, Пархачево, Надеево, Язвицево; устье находится напротив деревень Вахромейка и Накоступово. Пересекает автодорогу Любим — Пречистое.

## Данные водного реестра
По данным государственного водного реестра России относится к Верхневолжскому бассейновому округу, водохозяйственный участок реки — Кострома от истока до водомерного поста у деревни Исады, речной подбассейн реки — Волга ниже Рыбинского водохранилища до впадения Оки. Речной бассейн реки — (Верхняя) Волга до Куйбышевского водохранилища (без бассейна Оки).
Код объекта в государственном водном реестре — 08010300112110000012892.